# Pokrovka (raïon de Mykolaïv)
Pokrovka (ukrainien : Покровка) est un village du raïon de Mykolaïv, dans l'oblast de Mykolaïv, en Ukraine. La population est de 229 personnes.

## Géographie

### Localisation
Le village se situe sur la rive nord de la baie de Yagorlytsk, à l'extrémité occidentale de la péninsule de Kinbourn bordée par la mer Noire et reliée au continent par une longue et étroite bande de sable.

### Transports
Mykolaïv est accessible en bus, Otchakiv est accessible en bateau. Depuis l'été 2017, il est possible de s'y rendre avec un hydroptère Raketa (en) depuis Mykolaïv et Kherson.

## Politique et administration
L'ancien organe de l'autonomie locale était le conseil du village de Pokrovska (uk). Les villages de Vasylivka et Pokrovske étaient subordonnés au conseil de village.

## Histoire
Des traces d'une colonie de l'âge du bronze tardif (fin du IIe millénaire av. J.-C.) et de trois anciennes colonies (VIe – IIe siècles av. J.-C.) ont été trouvées dans les villages de Pokrovka et Vasylivka, dont l'une contient une pièce en argent d'Olbia du Pont représentant la déesse Déméter.
Pokrovka a été fondée dans la seconde moitié du XVIIIe siècle par serfs en fuite de la région de Tchernihiv.
En 1886, dans ce village centre du volost de Pokrovska (uk) de l'ouïezd du Dniepr (en) du gouvernement de Tauride vivaient 394 personnes. il y avait 73 cours, il y avait une maison de prière et 2 bancs. Pokrovka est un village d'anciens paysans de l'État. La première mention écrite du village de Pokrovka est apparue en 1791. Il tire son nom de la victoire sur les Turcs lors de la bataille de la forteresse de Kinbourn. Cet événement eut lieu le 14 octobre 1787. Sidor Bely (en) (1735 - 20 juin 1788) est enterré dans ce lieu. Les Cosaques ont enterré leur ataman selon l'ancienne coutume zaporogue - sous le feu des canons - dans l'église Alexandre de la forteresse de Kinbourn.
Pendant l'existence du khanat de Crimée, non loin du village moderne de Pokrovka - dans le nord-ouest - se trouvait une colonie tatare, marquée sur de vieilles cartes comme Miss Heresi.
Au début du XIXe siècle, le village existait sous la forme de hameaux, dont les noms provenaient des noms des fondateurs - Borodynivka, Morozivka, Perederiyivka, Kovalivka, Chymylivka. Ces noms sont encore conservés. Traditionnellement, la population du village est concentrée à trois endroits - dans la baie de Yahorlyk de la mer Noire (la plupart d'entre eux), dans le golfe Borysthénique et dans la banlieue de la forteresse en ruine de Kinbourn.
En 1870, dans le village de Pokrovka avait 140 cours, les habitants disposaient de 6 502,7 acres de terrain. Les terres arables s'élevaient à 649 acres, 3 458 pâturages. Il y avait 6 têtes de bétail dans chaque cour, l'élevage était donc l'une des occupations les plus importantes de la population. La deuxième industrie importante était la pêche. Ils ont pêché du béluga, de l'esturgeon, du flet, du mulet, du maquereau (balamuta). Les patrons pêchaient en mer sur plusieurs péniches. Chacun avait un cuisinier qui préparait la nourriture. La journée de travail sur les péniches commençait avec le lever du soleil. Si la prise était abondante, une robe ou un panier était accroché au mât, signalant que les femmes et les enfants qui attendaient sur le rivage se préparaient à ramasser les filets et à pêcher au plus vite. De juin à octobre, le sel était extrait dans des lacs salés, où non seulement les hommes mais aussi les femmes et les enfants travaillaient. Au XIXe siècle, sur les lacs de mulets a été créée une grande ferme de mulets d'une superficie de 15 km2. C'était un système de lacs naturels reliés par des canaux artificiels et naturels à la baie de Yahorlyk. L'état des canaux était surveillé par des grands-parents nommés par la communauté. Les canaux étaient nettoyés avec des appareils spéciaux en bois qui tiraient des bœufs des deux côtés du canal. 150 à 200 quintaux de mulet étaient pêchés chaque année dans les lacs de Pokrovska.

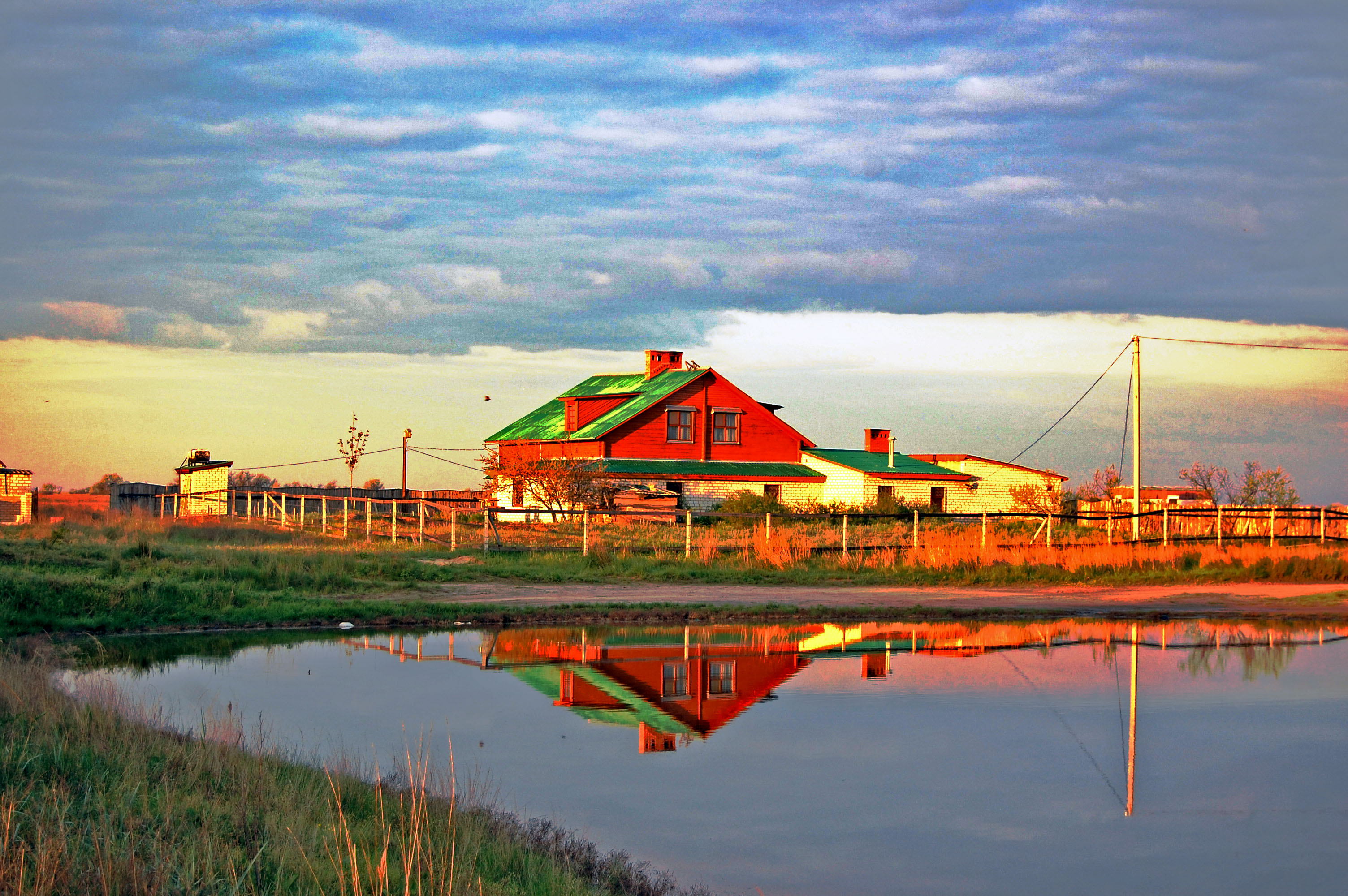
Bâtiment classé.

L'église de l'Intercession de la Mère de Dieu a été construite au centre de l'Intercession en 1914. Auparavant, une autre église était située sur le même site, également l'Intercession, construite en l'honneur de la victoire sur les Turcs dans la guerre russo-turque. À cette époque, il y avait deux églises sur le site de la forteresse de Kinbourn. Dans l'église Alexandre est enterré Sidor Bely.
En 1924, l'église de Pokrovka a été fermée. Dix ans plus tard, les cloches et les croix ont été enlevées et les locaux reconstruits pour les besoins des villageois. À l'époque soviétique, il y avait un entrepôt, puis un club. En 1986, l'église a brûlé. En 2000, l'église a été reconstruite.
150 villageois ont participé à la Seconde Guerre mondiale, 113 d'entre eux ont reçu des ordres et des médailles de l'URSS, 61 personnes sont mortes courageusement. En 1975, un monument a été érigé à Pokrovka en l'honneur des soldats libérateurs et des villageois morts dans la lutte contre les troupes d'Hitler.

## Économie
Des brigades de pêche travaillent à Pokrovka. L'industrie du tourisme se développe.

## Éducation et culture
À Pokrovka, il y a une école (au 1er septembre 2019, 4 enseignants, 17 élèves), un club, 2 bibliothèques avec un fonds de 14,4 mille livres.
Jusqu'à récemment, il y avait un hôpital de district avec 25 lits (5 infirmières, dont 1 médecin), une pharmacie, un magasin, une succursale d'Ukrposhta, Sberbank d'Ukraine.
Au début du siècle dernier, l'école de Pokrovska a été construite aux frais de GM Kapusta, un descendant de Kosh Osavul de l'armée de Bogdan Khmelnitski. A cette époque, sa famille était la plus riche de la péninsule. Au début des années 1920, Hryhoriy Kapusta a été arrêté puis détruit. Il n'y a plus de personnes nommées Cabbage à Kinbourn aujourd'hui.

## Nature et écologie

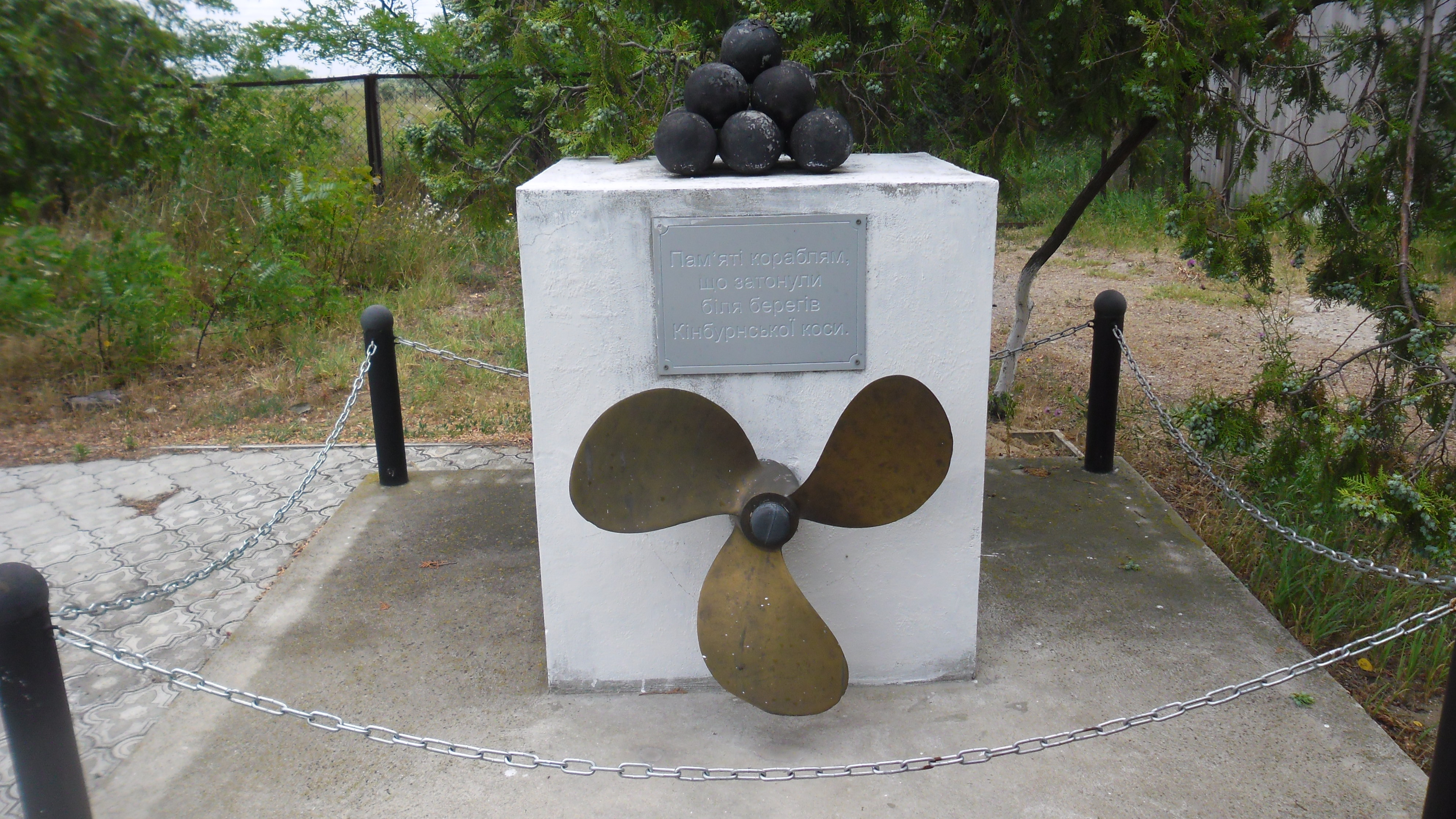
Monument aux navires et hommes perdus en baie de Kibourn.

La flèche de Kinbourn est un lieu unique pour la faune et la flore avec plus d'un millier d'espèces différentes de plantes, 3 965 hectares de forêt.
Il y a 250 lacs d'eau douce et salés peu profonds envahis de carex et de roseaux, ce qui crée des conditions favorables à la nidification, aux loisirs et à l'hivernage de la sauvagine sauvage.
La forêt de Volyzhyn - qui fait partie de la réserve de biosphère de la mer Noire (en) - est située sur une superficie de 203 hectares. Secteur faisant partie d'une réserve depuis 1937.
Les plus grands champs d'orchidées sauvages d'Europe se trouvent sur la flèche de Kinbourn. Il existe 2 espèces de ces fleurs dans le parc paysager régional. Il y en a plusieurs dizaines par mètre carré.
La réserve de biosphère de la mer Noire de l'Académie nationale des sciences d'Ukraine a été créée dans une partie de la péninsule, où les oiseaux sont protégés - hérons blancs, cygnes, mouettes rieuses, faisans, perdrix grises, canards, ainsi que des animaux précieux - cerf, cerf. En 1971, par décision du Comité exécutif régional de Mykolaïv, la flèche de Kinbourn a été déclaré réserve d'État.

## Personnes célèbres

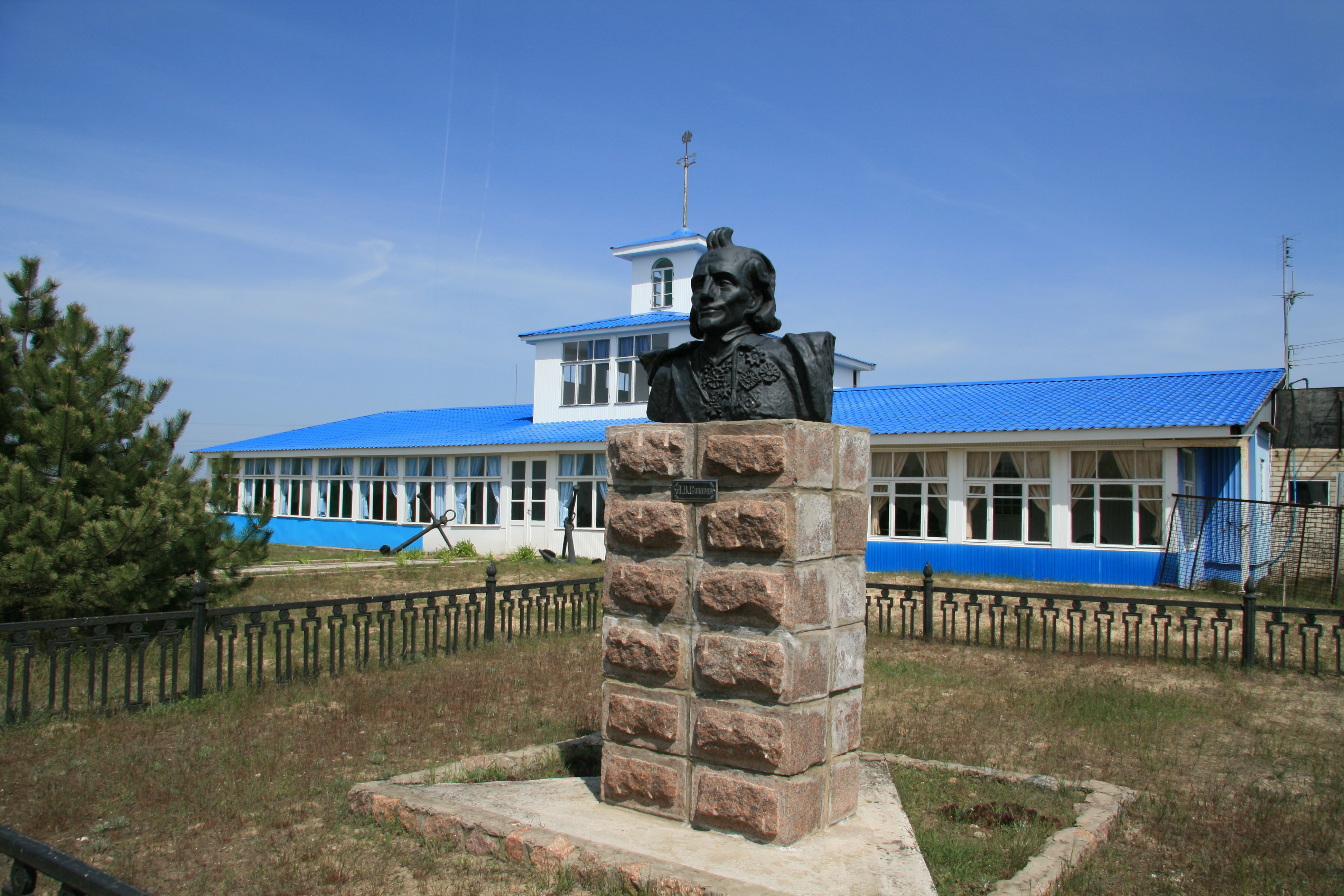
Buste d'Alexandre Souvorov.

Dans le village sont nés :
- Glushko Oleksandr Kindratovych (uk), romancier ukrainien, journaliste, membre de l'Union nationale des écrivains, journaliste émérite d'Ukraine.
- Kniga Oleksandr Andriyovych (uk), figure théâtrale ukrainienne, Ouvrier d'art émérite d'Ukraine, Artiste du peuple d'Ukraine.
- Nikolaï Nikolaïevitch Kolomeïtsev, contre-amiral, capitaine du brise-glace « Ermak » (1902-1904), destroyer « Buiny », qui s'est distingué lors de la bataille de Tsushima en 1905.